# Euphthiracarus virgatus
Euphthiracarus virgatus är en kvalsterart som beskrevs av Wojciech Niedbała 2002. Euphthiracarus virgatus ingår i släktet Euphthiracarus och familjen Euphthiracaridae. Inga underarter finns listade i Catalogue of Life.